# Ralph d'Escures

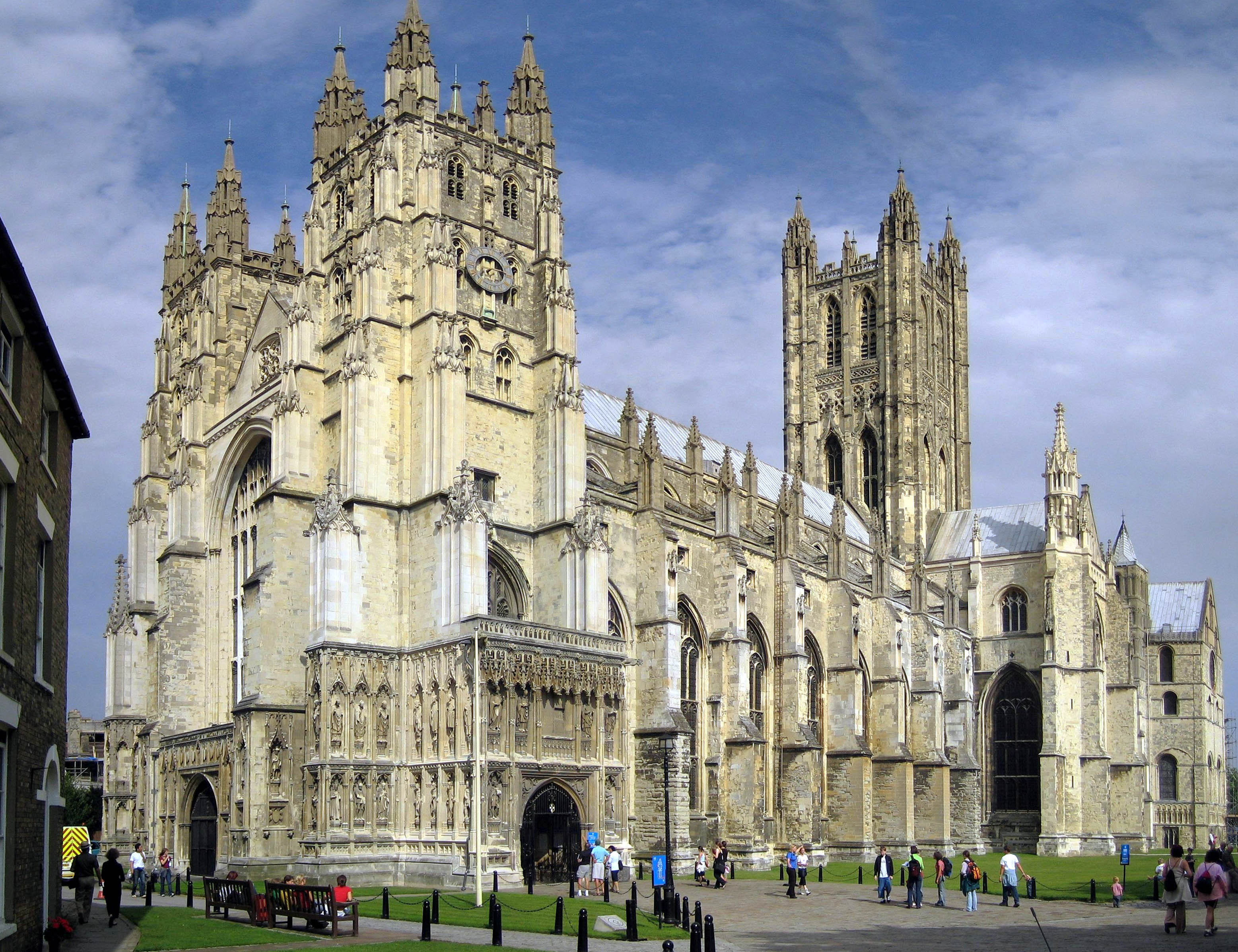
De kathedraal van Canterbury, zetel van Ralph d'Escures als aartsbisschop van Canterbury.

Ralph d'Escures (1068 - 1122) was een monnik in de abdij van Saint-Martin in Séez (Normandië) van 1078 tot 1088, prior van diezelfde abdij van 1088 tot 1089, abt van Saint-Martin van 1089 tot 1108, bisschop van Rochester van 1108 tot 1114 en aartsbisschop van Canterbury van 1114 tot zijn dood in 1122. Als abt van Séez kwam hij in conflict met de lokale heer Robert van Bellême die in opstand was gekomen tegen koning Hendrik I van Engeland en moest Ralph d'Escures in 1103 vluchten naar Engeland waar hij in contact kwam met aartsbisschop Anselmus van Canterbury die hem in 1108 benoemde tot bisschop van Rochester. In 1114 werd hij als consensuskandidaat voor het ambt van aartsbisschop van Canterbury gekozen door de hoge adel en clerus en in 1115 ontving hij het pallium waardoor zijn benoeming officieel werd. Tijdens zijn episcopaat stond vooral de strijd met het aartsbisdom York over de eis van het aartsbisdom Canterbury voor een eed van trouw van York aan Canterbury. Canterbury zou deze strijd grotendeels verliezen tijdens zijn episcopaat. In 1119 kreeg Ralph d'Escures bovendien een beroerte waardoor hij deels verlamd werd. Hij heeft nauwelijks geschriften nagelaten, afgezien van een preek op Maria-Tenhemelopneming, die men abusievelijk aan zijn voorganger Anselmus van Canterbury had toegeschreven.

## Abt van Séez
De abdij St. Martin in Séez was een abdij gesticht door de familie de Bellême en de Montgomery, meer bepaald door Rogier van Montgomery, graaf van Shrewsbury, en zijn vrouw Mabilla de Bellême. De abdij was een dochterabdij van die van St. Evroul. Ralph d'Escures was de zoon van Seffrid d'Escures die waarschijnlijk verwant was aan de familie de Bellême, waardoor het niet vreemd is dat Ralph intrad in 1078 intrad in het klooster dat was verbonden aan die familie, volgens de traditie op tienjarige leeftijd.
Hoewel hij dus op relatief jonge leeftijd intrad klom hij snel op door de hiërarchie en negen jaar later, in 1088, bekleedde hij al de positie van prior. In 1089, op 21-jarige leeftijd, werd hij de volgende abt van Séez. Hoewel deze snelle promotie waarschijnlijk voor een deel te verklaren is vanuit de invloed die zijn familie had, bezat hij ook belangrijke intellectuele kwaliteiten volgens zijn tijdgenoten. Tijdens zijn abbatiaat kende de abdij een relatieve bloei, met onder meer een dochterhuis en enkele gebieden in Engeland en de komst van een relikwie naar St. Martin.

### Conflict met Robert van Bellême
In 1100 overleed William Rufus, koning van Engeland en hertog van Normandië, en werd opgevolgd door zijn broer Henry I. Robert de Bellême, de belangrijkste magnaat in de buurt van het klooster, sloot zich een jaar later aan bij de broer van Henry I, Robert Curthose, die probeerde om zijn claim op de Engelse troon te veroveren. Dit was voor de Engelse koning, Henry I, voldoende reden om hem te beschuldigen van 45 aanklachten en hem ter verantwoording te roepen. Robert vluchtte naar zijn domeinen in Frankrijk, waardoor zijn Engelse gebieden verbeurd verklaard werden.
Dit had belangrijke repercussies voor de abdij van St. Martin, die niet alleen bij de domeinen van Robert de Bellême lag, maar ook door zijn familie was gesticht. Gedwongen om zich op Frankrijk te concentreren probeerde hij zijn greep op het Normandisch territorium te verstevigen, onder meer door het eisen van een eed van leenheerlijke trouw van de abdij aan hem, iets wat de abt, gesterkt door een pauselijk verbod, weigerde. Dit was slechts een van de vele conflicten die ontstonden tussen abdij en heer en die culmineerden in de vlucht van de abt, Ralph d'Escures en bisschop Serlo van Séez naar Engeland in 1104. Daar ontmoette hij onder meer aartsbisschop Anselmus van Canterbury en bisschop Gundulf van Rochester waarmee hij waarschijnlijk bevriend raakte.

## Aartsbisschop van Canterbury

Zegel van Anselmus van Canterbury, voorganger van Ralph d'Escures.

Op 7 maart 1108 overleed bisschop Gundulf van Rochester en enkele maanden, op 29 juni, later werd Ralph door aartsbisschop Anselmus genomineerd en benoemd tot bisschop van Rochester. Het is mogelijk dat Gundulf hem als opvolger aanwees. De bisschop van Rochester fungeerde als vicarius en plaatsvervanger van de aartsbisschop van Canterbury en het was dus een belangrijke functie die vaak werd ingevuld door vertrouwelingen van de aartsbisschop. Hij bleef bisschop van Rochester tot 1114 en in die periode nam hij het beheer van het aartsbisdom waar, dat vacant was gebleven na de dood van Anselmus in 1109.
Ralph werd benoemd als aartsbisschop in 1114 als een consensuskandidaat tussen de vorst, die een monnik uit zijn huishouden, Faricius van Abingdon, wilde benoemen; de magnaten die een Normandiër wilden; de bisschoppen die geen monnik wilden en de monniken van de abdij van Christ Church in Canterbury die wel een monnik wilden. Ralph d'Escures was weliswaar een monnik, maar ook al vijf jaar bisschop, wat hem voor zowel de bisschoppen als de monniken van Christ Church aanvaardbaar maakte. Bovendien was hij een Normandiër en was hij een kennis van de koning, waarop die hem snel benoemde tot aartsbisschop.
Om zich echt aartsbisschop te noemen was het evenwel niet voldoende dat Ralph d'Escures werd geïnstalleerd door de vorst. Aartsbisschoppen waren immers verplicht om ook door de paus benoemd te worden, die hen immers het symbool van hun macht, het pallium, moesten bezorgen. In 1114 vertrokken gezanten vanuit Engeland naar Rome om daar van de paus het pallium te bekomen. In principe moet de aartsbisschop-elect zelf gaan, maar volgens de gezanten was hij te ziek, een probleem dat zich later ook nog zou stellen. Het verkrijgen van dit pallium liep echter niet van een leien dakje, aangezien de paus, Paschalis II, op een aantal vlakken ontevreden was over de Engelse kerk, die niet voldeed aan het Gregoriaanse ideaalbeeld. Zijn klachten waren onder meer dat pauselijke legaten geen vrije toegang kregen tot Engeland, dat bisschoppen verplaatst werden van bisdom zonder pauselijke toestemming en dat de traditionele belasting van de Engelse kerk aan de paus, de Peter's Pence, niet meer werd betaald.
Uiteindelijk stemde de paus, na een interventie van abt Anselmus van St. Saba, een neef van de overleden aartsbisschop Anselmus van Canterbury, in met de benoeming en stuurde Anselmus als legaat naar Engeland, met zowel het pallium voor Ralph als brieven met daarin de klachten van de paus. Anselmus kwam in 1115 aan in Engeland. Op 27 juni plaatste hij het pallium op het hoofdaltaar van de kathedraal van Canterbury waarna Ralph d'Escures het vervolgens van het altaar nam en "trouw en canonieke gehoorzaamheid" zwoer aan de paus. Op dat moment was hij volwaardig aartsbisschop van Canterbury, en een van zijn eerste daden was de wijding van bisschop Theulf van Worcester.

### Dispuut met York

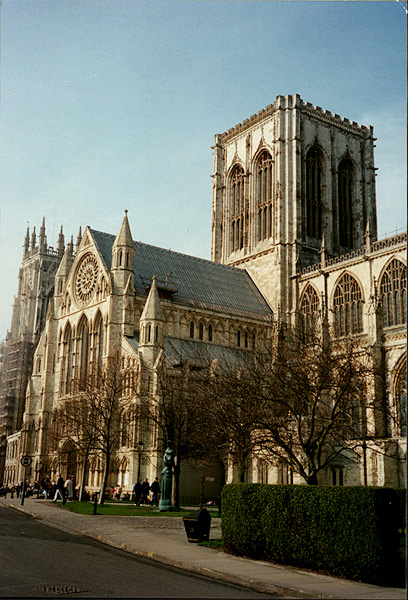
De kathedraal van York, zetel van Thurstan, aartsbisschop van York.

Al van bij zijn aantreden werd Ralph met een breed scala aan problemen geconfronteerd. Allereerst waren er de pauselijke klachten en de aanwezigheid van een legaat in Engeland, iets wat volgens koning en prelaat inging tegen de aloude privileges van Engeland.  Bovendien was er het (oude) dispuut tussen het aartsbisdom York en het aartsbisdom Canterbury over wie de metropoliet van Brittannië was en of de aartsbisschop van York een eed van trouw aan de aartsbisschop van Canterbury moest zweren. Dit dispuut werd actueel na de benoeming van Thurstan tot aartsbisschop, waarna door Ralph d'Escures een eed van trouw aan hem werd geëist vooraleer hij wou overgaan tot een wijding. Thurstan weigerde omdat het volgens hem niet logisch was dat een aartsbisschop tweemaal gehoorzaamheid moest zweren, aan de paus en aan de aartsbisschop van Canterbury. Hij kreeg hierin voor een deel de steun van de koning, die hiermee de grote macht van de aartsbisschop van Canterbury wou inperken.
De koning had immers beloofd dat, wanneer Ralph zou weigeren Thurstan te wijden, die laatste zijn zaak mocht bepleiten bij de paus. Hoewel het waarschijnlijk niet de bedoeling was dat de paus zich effectief zou mengen in dit Engelse dispuut, gebeurde dat toch omdat de kanunniken van York het initiatief namen om de paus te schrijven, waarop die een bevel uitvaardigde dat Ralph verplichtte om Thurstan te wijden zonder de eed van trouw, of dat de paus het anders persoonlijk zou doen. Deze uiting van steun van de paus aan Thurstan gebeurde ongeveer tegelijk met de tocht van Ralph naar Rome om zijn zaak bij de paus te bepleiten, al slaagde hij er niet in om hem te ontmoeten, laat staan te overtuigen van zijn positie. Het lijkt er op dat in die periode de steun van de vorst meer uitging naar Ralph, aangezien hij vanaf dan wel een uiting van gehoorzaamheid eiste, mogelijk deels als reactie op de dreigende pauselijke interventie in Engeland, iets wat de macht van de koning over de Engelse Kerk zou ondermijnen. Die persoonlijke interventie van Paschalis II zou er evenwel nooit komen want die laatste overleed in 1118.
Ralph bevond zich op dat moment in Normandië, bij de koning, en probeerde die ervan te overtuigen om van Thurstan een gelofte van gehoorzaamheid te eisen. Gezanten voor Thurstan, die zich zelf ook in Normandië bevond, waren er evenwel al in geslaagd om ook van de nieuwe paus, Gelasius II, dezelfde steun als van Paschalis II te verkrijgen, wat hem sterkte in zijn verzet tegen de eisen van Ralph. Opnieuw leek evenwel het vroegtijdig overlijden van de paus, in 1119 een confrontatie af te wenden, maar ook zijn opvolger, Calixtus II, steunde Thurstan. Ralph ondernam een poging om zijn zaak bij de paus te bepleiten, maar een oorlog tussen Frankrijk en Anjou en onzekerheid over de locatie van de paus verhinderden zijn vertrek. Bovendien kreeg Ralph in 1118 of 1119 een beroerte waardoor zijn spraakvermogen was aangetast en hij zich maar moeilijk kon bewegen.
Paus Calixtus leek echter van plan om het conflict tussen Ralph en Thurstan eens en voor altijd te beslechten in het voordeel van de laatste. In oktober 1119 riep hij in Reims een concilie bijeen waarop hij onder meer het dispuut zou behandelen en waarop zowel Ralph als Thurstan moesten aanwezig zijn. Thurstan was inderdaad aanwezig, maar Ralph was te zwak om te reizen en zijn positie werd verdedigd door zijn halfbroer Seffrid en zijn neef aartsdiaken John. Calixtus koos grotendeels de kant van Thurstan en wijdde hem tot aartsbisschop, waarop hij Henry, die nog steeds de kant van de aartsbisschop van Canterbury koos en Thurstan toegang tot Engeland weigerde, dwong om hem, onder dreiging van een interdict, als aartsbisschop van York te aanvaarden. Ralph erkende zijn nederlaag op kerstdag 1120, waarschijnlijk onder druk van de koning die een maand eerder zijn enige zoon William Adelin was verloren bij de ramp van het White Ship en eenheid eiste onder zijn hoge clerus om de troon te kunnen doorgeven aan zijn oudste dochter, Mathilde.

### Opvolging
Ralph was in de laatste jaren fel verzwakt, wat zich onder meer uitte bij het huwelijk tussen Henry en Adelheid van Leuven in 1121, waar hij niet kon aanwezig zijn omwille van ziekte. Tijdens haar kroning de volgende dag kwam het tot een incident toen Henry al de kroon droeg die volgens aloud privilege enkel door de aartsbisschop op zijn hoofd kon geplaatst worden. Nadat de koning de kroon losmaakte en Ralph hem opnieuw op zijn hoofd zette kon de ceremonie evenwel doorgaan. Dit was een van de laatste optredens van Ralph, wiens situatie maar bleef verslechteren. Op 2 oktober 1122 wijdde hij Gregorius van Dublin tot bisschop van Dublin, wat meteen zijn laatste publieke daad was. Hij overleed nauwelijks 3 weken later, op 20 oktober 1122 en werd in 1123 opgevolgd door William de Corbeil.
- Bibliothèque nationale de France: cb16644379x (data)
- Gemeinsame Normdatei: 100958826
- International Standard Name Identifier: 0000 0004 0001 8585
- Library of Congress Control Number: n2012010662
- Nationale Bibliotheek van Israël: 987007323373505171
- Système universitaire de documentation: 166827398
- Virtual International Authority File: 295911479
- WorldCat: E39PBJwX4VhfHhr6x7XFmWgFrq